# Wildenberg (Naturschutzgebiet, Landkreis Heilbronn)
Das Naturschutzgebiet Wildenberg liegt auf dem Gebiet der Gemeinde Eberstadt und der Stadt Weinsberg im Landkreis Heilbronn in Baden-Württemberg.
Das Gebiet erstreckt sich östlich von Weißenhof. Am westlichen und nördlichen Rand des Gebietes verläuft die A 81, westlich und nördlich des Gebietes verläuft die Landesstraße L 1036 und fließt der Eberbach, südlich verläuft die A 6.

## Bedeutung
Das 49,4 ha große Gebiet steht seit dem 16. Oktober 1992 unter der Kenn-Nummer 1.187 unter Naturschutz. Es handelt sich um „mehrere geologische Aufschlüsse im Schilfsandstein und eine großflächige Rutschscholle mit mehreren Stauchungswülsten.“ Das Gebiet hat eine „besondere geologische Bedeutung als Einblick in die Entstehungsgeschichte des Schilfsandsteins.“